# IEEE 802.1aq
Shortest Path Bridging (SPB), specifikovaný ve standardu IEEE 802.1aq, je technologie počítačových sítí se záměrem zjednodušit vytváření a konfigurování sítí s možností vícecestného směrování.
Shortest Path Bridging je náhradou starších protokolů Spanning Tree Protocols(IEEE 802.1D STP, IEEE 802.1w RSTP, IEEE 802.1s MSTP), které dovolovaly pouze jedinou cestu směrem k root bridge a blokovaly všechny redundantní cesty, které by mohly vést k L2 smyčkám. U SPB lze mít všechny cesty aktivní (dovoluje agregaci linek podle standardu IEEE 802.1AX a funkci MC-LAG) využitím vícero tras stejné hodnoty. Nabízí vytváření mnohem větších L2 topologií (až 16 miliónů ve srovnání s limitem 4096 VLANů), rychlejší konvergenční časy a vylepšuje využití síťových topologií (Smíšená topologie) zvýšenou propustností a redundancí mezi všemi zařízeními sdílením zátěže přes všechny cesty sítě.
Tato technologie vytváří logické ethernetové sítě na nativní Ethernet infrastruktuře pomocí linkového stavového protokolu pro propagaci jak topologie, tak i příslušnosti k logické síti. Pakety jsou zapouzdřeny na okraji sítě buď do MAC-in-MAC 802.1ah, nebo značkovaných 802.1Q/802.1ad rámců a dopraveny jen k ostatním členům logické sítě. Jsou podporovány pakety typu unicast, multicast a broadcast a veškeré směrování jde symetrickými, nejkratšími trasami.
Řídící vrstva je založena na protokolu Intermediate System to Intermediate System (IS-IS) s využitím malého počtu rozšíření, definovaných v RFC 6329.